# Mina Shum
Mina Shum (Hong Kong, 1966) es una cineasta canadiense independiente. Es escritora y directora de cine, también ha creado instalaciones y obras de teatro. Sus largometrajes, Double Happiness y Long Life, Happiness & Prosperity se estrenaron en los EE. UU. en el Festival de Cine de Sundance y Double Happiness ganaron el Premio Wolfgang Staudte a la Mejor Ópera Prima en el Festival de Cine de Berlín y el Premio del Público en Torino. Fue directora residente del Canadian Film Centre de Toronto. También fue miembro de la banda de rock alternativo llamada Playdoh Republic.

## Biografía
Mina Shum nació en Hong Kong en 1966 y llegó a Vancouver con su familia a la edad de un año. Su familia, que originalmente había abandonado la China maoísta, se instaló en Vancouver como parte de la primera ola de inmigración china. En sus primeros años escolares, Shum estaba interesada en la actuación y el teatro, y decidió perseguir estos intereses a pesar de la desaprobación de sus padres. Shum asistió a la Universidad de Columbia Británica de 1983 a 1989 y recibió una licenciatura en teatro y un diploma en producción cinematográfica.
A los 19 años, Shum decidió tras ver una película de Peter Weir titulada Gallipoli que quería ser cineasta. De Gallipoli descubrió que "uno, se podía hacer una película que no estuviera centrada en Estados Unidos, además de encontrar una audiencia y dos, se podía casar imágenes hermosas con una historia muy íntima". Después de recibir su título, formó parte brevemente del programa de dirección en el Canadian Film Centre, en Toronto.
Shum también es amiga cercana de su compañera cineasta, Ann Marie Fleming, a quien conoció en 1989 cuando ambos eran estudiantes.

## Trayectoria profesional
Aunque a menudo se la encasilla como una "directora de cine chino-canadiense", Shum prefiere ser conocida como una "cineasta independiente", en lugar de una de identidad nacional. Cree que esta etiqueta es una forma de lograr que el público vea su película sin prejuicios. Cuando habla de su asociación con el feminismo y el multiculturalismo, Shum dice: "Como soy un ser humano vivo que respira en Vancouver, que es una ciudad muy multicultural, y soy una mujer, tiendo a que me etiqueten como alguien sobre quien escribir sobre asuntos. Pero ahí no es donde comienza para mí, comienza a un nivel muy humano. Utilizo la narrativa para revelar cosas que la gente no ve".
Se describe como una consumidora entusiasta de ideas, películas, arte, teatro, música, danza, ficción y no ficción. Cuando habla de sus inspiraciones, dice: "Leí entrevistas con personas de las que nunca había oído hablar. Y escucho hablar tanto a amigos como a extraños. Vivo por completo, me lanzo a situaciones, me rompen el corazón, me enloquezco con los encaprichamientos. Y de alguna manera todo eso se canaliza a través de mi intención primordial, que es reflexionar y revelar cómo podemos ser más felices. Cómo vivir de manera más auténtica, cómo aprovechar al máximo esta vida".

### Cortometraje
El primer cortometraje de Shum, Picture Perfect, de 1989 trata sobre un hombre obsesionado con la pornografía y los efectos de los medios en su vida personal. La película se basa en que el exnovio de Shum es un adicto a la pornografía y en sus experiencias al descubrirlo. Picture Perfect fue nominado a "Mejor Cortometraje" en el Festival de Cine de Yorkton en 1989.
En 1993, Shum lanzó un documental de 20 minutos sobre su familia titulado Yo, mamá y Mona. La película recuerda a un programa de televisión sobre la vida de tres mujeres. En la película, las mujeres discuten las complejidades de la historia familiar y la relación a veces tensa con el patriarca de la familia. La película fue bien recibida y ganó el "Mejor Cortometraje" en el Festival Internacional de Cine de Toronto.
Shum ha escrito y dirigido varios otros cortometrajes, incluidos Shortchanged, Love In, Hunger y Thirsty. Su cortometraje más reciente, titulado Hip Hop Mom, fue lanzado en línea en 2011.

### Largometrajes
Shum ha dirigido cuatro largometrajes. Su primer largometraje, Double Happiness, se estrenó en 1994 y está protagonizada por Sandra Oh. Double Happiness es una película semiautobiográfica basada en las primeras experiencias de Shum al salir de casa cuando era adolescente. La película trata sobre una aspirante a actriz que intenta afirmar su independencia de las expectativas de su familia chino-canadiense. Ganó numerosos premios, entre ellos: el "Premio Wolfgang Staudte" en el Festival Internacional de Cine de Berlín, el "Premio del Público" en el Festival Internacional de Cine Joven de Torino y el "Mejor Largometraje Canadiense" en el Festival Internacional de Cine de Toronto.
El segundo largometraje de Shum, Drive, She Said, se estrenó en el Festival Internacional de Cine de Toronto en 1997 y participó en el Festival de Cine Delle Donne de Turín. Trata sobre una mujer que voluntariamente es tomada como rehén por un ladrón de bancos y lo acompaña por el país para visitar a su madre enferma y a su familia separada.
Su tercer largometraje, Long Life, Happiness & Prosperity, se proyectó como parte del Programa Canadian Perspective en el Festival Internacional de Cine de Toronto de 2002 y en el Festival de Cine de Sundance de 2003. La película trata sobre una joven que usa la magia taoísta para ayudar a la situación financiera y la vida amorosa de su madre.
En sus tres largometrajes narrativos, Double Happiness, Drive, She Said y Long Life, Happiness and Prosperity, Shum utiliza un enfoque cómico para representar a la familia chino-canadiense en el Canadá multicultural. Ella dice que como inmigrante china, usa el humor para caracterizar a la sociedad en general. Las películas de Shum a menudo presentan a mujeres jóvenes irónicas y descontentas que quieren irse de casa por algo mejor. En sus películas, Shum caracteriza el hogar como un lugar de conflicto, aburrimiento y decepción. Su descripción de las negociaciones familiares asegura conflictos para sus protagonistas.
En febrero de 2014, Shum comenzó a rodar en Montreal en un documental de la National Film Board of Canada titulado Ninth Floor, sobre la protesta estudiantil Sir George Williams Affair. El rodaje coincidió con el 45 aniversario del incidente. Ninth Floor se estrenó en el Festival Internacional de Cine de Toronto 2015. Se trata de un incidente en 1969 en la Universidad Sir George Williams (que luego se fusionó con la Universidad Concordia ) donde los estudiantes ocuparon un laboratorio de informática en el noveno piso para protestar por el trato de los funcionarios escolares de una queja sobre discriminación racial. En el Festival Internacional de Cine de Vancouver 2015, Shum recibió el premio al mérito artístico Women in Film + Television por Ninth Floor.

## Filmografía
- Picture Perfect (1989)
- Shortchanged (1990) (cortometraje)
- Love In (1991) (cortometraje)
- Hunger (1991) (cortometraje)
- Me, Mom, and Mona (1993) (cortometraje)
- Double Happiness (1994)
- Drive, She Said (1997)
- Thirsty (1998) (cortometraje)
- You are What You Eat (2001) (Instalación)
- Bliss (2002) (TV)
- Long Life, Happiness & Prosperity (2002)
- Mob Princess (2003) (TV movie)
- The Shields Stories (2004) (TV)
- Romeo! (2004) (TV)
- Da Vinci's Inquest (2004) (TV)
- Noah's Ark (2006) (TV)
- Exes and Ohs (2007) (TV)
- About a Girl (2007) (TV)
- Hip Hop Mom (2011) (cortometraje)
- All (2011) (cortometaje)
- Ninth Floor (2015) (documental)
- Meditation Park (2017)
- Murdoch Mysteries 2019 & 2021 (TV)
- Frankie Drake Mysteries 2019 (TV)

## Premios
- Nominado - "Mejor cortometraje": Festival de Cine de Yorkton
- "Mejor cortometraje canadiense" - Mención especial del jurado: Festival Internacional de Cine de Toronto 1993
- "Mejor largometraje canadiense" - Mención especial del jurado: Festival Internacional de Cine de Toronto 1994
- "Premio del público": Festival Internacional de Cine Joven de Turín 1994
- Nominado - "Mejor logro en dirección": Premios Genie 1994
- Nominado - "Mejor guión original": Premios Genie 1994
- "Premio Wolfgang Staudte": Festival de Cine de Berlín 1995
- "Mejor guión canadiense - Mención especial": Festival Internacional de Cine de Vancouver
- Nominado - "DGC Craft Award" Director's Guild of Canada 2007
- Ganó - Premio al mérito artístico, Mujeres en el cine y la televisión Vancouver, 2015: Festival Internacional de Cine de Vancouver[16]

El 21 de junio de 2016, también recibió el "Premio al Logro Artístico Finalé" de Women in Film + Television Vancouver, "que honra a una artista de medios basada en la pantalla que ha creado un trabajo reciente sobresaliente o un cuerpo de trabajo significativo".